# عامر اطلس خان
عامر اطلس خان (انگلیسی: Aamir Atlas Khan؛ زادهٔ ۳۰ ژوئیهٔ ۱۹۹۰) اسکواش‌باز اهل پاکستان است.